# 경주역
경주역(Gyeongju Station, 慶州驛)은 대한민국 경상북도 경주시 건천읍 화천리에 있는 경부고속선과 동해선의 철도역이다.
경부고속선 2단계 구간이 완공되면서 2010년 11월 1일부터 영업을 시작했으며, 2021년 12월 28일부터 동해선 철로가 이설됨에 통합하여 ITX-마음, 무궁화호 열차도 정차한다. 경부고속선 건설 계획 당시부터 건설이 예정되어 있었고, 유네스코가 경주 시내에 있는 철로를 이설할 것을 권고하여 2010년 완공 당시부터 일반열차 정차 홈도 미리 마련해 두고 있었다.
이후 신경주역을 동해안권 대표 고속철도 정차역으로 천명하였으나 울산 지역에서 광역시의 위상을 들어 울산역의 신설을 요구했고, 때마침 2003년에 갓 대통령으로 취임한 노무현이 울산역 신설을 승인하여 언양읍 옆의 삼남면 신화리에 울산역을 별도로 세우기로 했다. 2004년에 건설교통부에서 고속철도역 추가를 승인함에 따라 경부고속철도 2단계 구간을 수정하여 오송역, 김천(구미)역, 울산역을 추가하도록 했다.
유네스코가 문화재 보호를 위해 경주 시내에 있는 철로를 이설할 것을 권고했고, 이에 따라 중앙선과 동해선을 이설하여 성동동에 있었던 기존 경주역을 화천리 신 경주역과 통합하는 작업에 들어갔다. 이 계획에 따라 현 경주역은 2010년 11월 1일에 개업할 당시부터 일반열차가 정차할 수 있도록 플랫폼과 계단을 미리 설치했다. 이 과정에서 철도교통 체계를 정비하여 중앙선과 동해선은 기존 경주역 대신 모량역이 실질적인 분기점으로 변경됐으며, 모량역도 다른 위치로 이전하여 신호장으로 재탄생했다. 동시에 무궁화호가 경주역으로 들어오게 됐고, 이후에는 ITX-마음 열차도 추가됐다. 다만 이 때문에 서경주역에 정차하는 여객열차들이 대거 감축되는 결과를 낳았다.
이 역으로 운행하는 일반버스 노선들은 대부분 경주 시내권 및 용강동과 동천동으로 다니며, 모두 경주고속터미널에 정차한다. 보문관광단지나 불국사방면으로 다니는 노선들은 모두 좌석버스 노선이며, 운행 횟수가 적어서 해당 좌석버스를 놓친 후 보문관광단지나 불국사방면으로 가려면 경주고속터미널로 이동하여 환승해야 한다. 성동동의 옛 경주역이 폐역되어 고속열차 외 일반열차들이 화천리 신 역사로 들어오기 시작한 후에는 건천 읍내, 현곡면, 외동읍, 감포읍, 양남면, 안강읍, 서면 등지의 외곽 지역으로 가는 급행버스들이 적은 횟수나마 추가됐다.

## 역사
- 2010년 10월 28일 : 역사 준공
- 2010년 11월 1일 : 경부고속철도 개통과 함께 신경주역으로 영업 개시
- 2011년 7월 7일 : 문화재 전시관 개관
- 2016년 12월 9일 : SRT 운행 개시
- 2021년 12월 28일 : 동해선 개통
- 2022년 11월 5일 : 누리로 정차 개시
- 2023년 1월 5일 : 도로명주소를 경주역로 80으로 변경[3]
- 2023년 2월 6일 : 경주역으로 역명 변경 고시[4][5]
- 2023년 12월 18일 : ITX-마음 운행 개시
- 2023년 12월 28일 : 코레일 전산상의 역명을 경주역으로 명칭 변경[6][7]
- 2024년 12월 20일 : KTX-이음 운행 개시

## 역 구조
승강장은 6면 8선식 구조로 이루어져 있다. 고속열차는 안쪽 승강장을 쓰고, 일반열차는 바깥쪽 승강장을 이용한다.

### 승강장
| ↑아화(중앙선) / ↑서경주(동해선) / ↑동대구(경부고속선) |
| \| ６４ \| ３５ \| -                                  |
| 울산(경부고속선)↓ / 북울산(동해선)↓                   |

| 5 | 동해선     | KTX · ITX-마음 · 무궁화호 · 누리로 | 태화강 · 신해운대 · 부전 방면                         |
| 3 | 경부고속선 | KTX · SRT                          | 울산 · 부산 방면                                      |
|   | 경부고속선 | KTX · SRT                          | 통과선                                                |
| 4 | 경부고속선 | KTX · SRT                          | 동대구 · 대전 · 수원 · 광명 · 서울 · 행신 · 수서 방면 |
| 6 | 동해선     | KTX · ITX-마음 · 무궁화호 · 누리로 | 동대구 · 포항 · 동해 · 영천 · 영주 · 청량리 방면      |

## 인접한 역
| 경부고속선              | 경부고속선           | 경부고속선         |
| ----------------------- | -------------------- | ------------------ |
| 동대구 행신 방면        | KTX 경부고속선       | 울산 부산 방면     |
| 동대구 서울 방면        | KTX 경부선 수원 경유 | 울산 부산 방면     |
| 동대구 수서 방면        | SRT 경부고속선       | 울산 부산 방면     |
| 중앙선                  |                      |                    |
| 영천 청량리 방면        | KTX 중앙선           | 태화강 부전 방면   |
| 동해선                  |                      |                    |
| 영천 동대구 · 강릉 방면 | ITX-마음 동해선      | 북울산 부전 방면   |
| 아화 동대구 방면        | 누리로 동해선        | 북울산 태화강 방면 |
| 서경주 포항 방면        | 무궁화호 동해선      | 북울산 부전 방면   |
| 아화 동대구 방면        | 무궁화호 동해선      | 북울산 부전 방면   |

## 같이 보기
- 서경주역

## 사건사고
2023년 6월 8일 오후 9시 해당역에서 최대 시속 305km로 달리는 경부고속선 선로위에 10대가 선로에 무단 침입하여 서울역 방향 선로 위에 가로·세로 30cm 크기의 돌덩이를 올려놓은 사건이 발생하였다. 관제원이 발견하여 즉시 관제센터에 보고한 뒤 다른 직원들과 함께 선로로 진입해 돌덩이를 제거하였다.

## 참고
1. ↑  새정부 출범 앞두고 민원 봇물《국민일보》2003.3.13
2. ↑  KTX 김천·울산역 신설 확정《경향신문》2004.9.16
3. ↑  경주시 도로명 부여 및 변경 고시(신경주역세권 일원)
4. ↑  국토교통부고시제2023-45호
5. ↑  고시상으로만 역명이 바뀐 상태이며 시설물 교체나 전산상 처리 등은 이뤄지지 않은 상태라 아직 코레일톡이나 SRT앱에서 신경주역으로 뜬다.
6. ↑  경부고속철 개통 13년 만에 ‘신경주역’에서 ‘경주역’으로 역명 명칭 변경
7. ↑  인근 주민들의 "(신)경주역"라는 발음이 경우도 있다.
8. ↑  '하마터면 큰 사고 날 뻔' KTX 선로 위 돌덩이 올려놓은 10대 출처:연합뉴스
9. ↑  "탈선시켜 소년원 가겠다"…선로 위 돌덩이 올려 둔 10대 검거 출처: SBS